# Faxon (Oklahoma)
Faxon – miasto w Stanach Zjednoczonych, w stanie Oklahoma, w hrabstwie Comanche.